# أيرولينار 3000
أيرولينار 3000 (Aeroliner 3000) هو مشروع قطار ذو طابقين في المملكة المتحدة، والذي يمكن تشغيله على جزء كبير من شبكة السكك الحديدية البريطانية الحالية مع مقياس التحميل المحكم PG1. تم تطوير القطار من طرف إستديو أندرياس فوغلر بالتعاون مع مركز الطيران والفضاء الألماني DLR. تم تقديم نموذج 1:1 طوله 9 أمتار في معرض InnoTrans 2016 في برلين.

## معلومات خلفية
في عام 2014، أطلق برنامج الابتكار RSSB (مجلس السلامة ومعايير السكك الحديدية) مسابقة بعنوان "Tomorrow’s Train Design Today" لتحديد تصاميم عربات الركاب المتنقلة التي ستوفر «لمحة عن المستقبل» وتعرض قدرات سلسلة توريد المخزون الدوّار لتقديم العناصر الرئيسية للتصميم لصناعة السكك الحديدية. تم صياغة أهداف المسابقة لتكون مفتوحة، ولكن مع قيود رئيسية واحدة: عدم تغير البنية التحتية الأساسية. المحرك الرئيسي لموجز المنافسة هم: القدرة، وانخفاض الكربون، وراحة الزبوناء، والابتكار حساس التكلفة.
تعاون إستديو أندرياس فوغلر (AVS) مع مركز الفضاء الألماني (Deutsches Zentrum für Luft- und Raumfahrt - DLR) لاقتراح قطار عالي السرعة ذو طابقين يعمل بسرعة 400 كيلومتر في الساعة في خط عالي السرعة (HS2) من لندن إلى برمنجهام ويستمر في الخطوط الموجودة حتى إدنبرج. أصبح القطار المسمى "AeroLiner3000" متنافسًا في النهائيًات وتم إجراء دراسات وبناء نموذجا، الذي تم عرضه في InnoTrans 2016 في برلين.
على مدى العقدين الماضيين، ساعدت العربات ذات الطابقين إلى حد كبير في زيادة قدرة مشغلي القطار، خاصة في أوروبا، وأيضًا على مستوى العالم. ولكن، وبأسباب تاريخية، تم تقييد بريطانيا بخلال مقياس المحدود ولا يتم اعتبار العربات ذات الطابقين بشكل عام.
قامت بريطانيا بتشغيل العربة Bulleid Double Decker" SR Class 4DD" لأكثر من 20 عامًا من عام 1949 حتى عام 1971 كتجربة. كانت المقصورات مرتفعة ومتدنية بالتناوب، لتضمن أن الارتفاع الكلي كان ضمن التصاريح  للمرور عبر الأنفاق وتحت الجسور. لهذا، "Bulleid Double Decker" كان قطار مزدوج المستوى أكثر من قطار ذو طابقين حقيقي.
كان 4DD غير ناجح إلى حد ما لأن حجرات المستوى العلوي كانت ضيقة وذات تهوية ضعيفة (نوافذ المستوى العلوي لا يمكن فتحها بسبب ارتفاعه القصير). كانت تهوية الحجرات بالضغط ولكن المعدات أثبتت أنها مزعجة. تم تطويل أوقات الانتظار في المحطات بسبب زيادة عدد الركاب لكل باب. وأخيرًا، للحصول على سعة الجلوس الإضافية التي تم البحث عنها، تقرر إطالة القطار من ثماني عربات إلى عشرة، وإلى تقليل مساحة المقعد.

## فكرة
هدف AeroLiner3000 هو التحقيق في قطار فائق السرعة ذو طابقين، يتبع مواصفات قطار HS2 Classic Compatible 2012.
الفكرة هية مركبة يبلغ طولها 200 متر، وعربات بطول 20 متر و 17 متر، كل منها  بأربعة عجلات يتم التحكم فيها بشكل فردي لتشكل جيكوبس-بوجي الافتراضي المبتكر. أحمال المحور هي 17 طن. تتكون صناعة العربات من أنابيب فولاذية متساوية القطر وهي ملحومة بالليزر، مما يحقق بناء خفيف للغاية، والذي يظهر أيضًا في النوافذ الكبيرة ذات نقاط قطرية ضئيلة. الوزن الإجمالي هو حوالي 25 ٪ أقل مقارنة بالعربة التقليدية.
كل عربة لديها اثنين من المراحيض الصغيرة و 6 مقاعد ذات أولوية في الطابق السفلي. اعتمادًا على تخطيط القطار، يمكن تحقيق قطار بطول 200 متر مع 627 إلى 700 مقعدًا. هذا بالمقارنة مع TGV Duplex بي 510 مقعدً.
يتكون نصف قطار AeroLiner3000 الكهربائية المتعددة (EMU) من 2 عربات نهائيتين و 9 عربات وسيطة مزودة بعجلة تشغيل مستقلة تسمح بمرورها على السطح السفلي. السيارة المتوسطة  هي سيارة متعددة الوظائف والتي يمكن أن توفر مطعمًا. يمكن تشغيل القطار ذو 374 طن بسرعة تصل إلى 400 كم / ساعة على خطوط عالية السرعة. يسمح GB PG1 بالتشغيل على العديد من الخطوط الأخرى لشبكة السكك الحديدية البريطانية أيضًا. من المخطط تشغيل AeroLiner3000 على البنية التحتية الحالية.

### نظام قوة دافعة
يتميز نظام الدفع بأداء قدرة يصل إلى 12 MW على العجلة لتحقيق أقصى سرعة ممكنة. يتم توزيع هذه القوة بالتساوي على 44 محركات العجلات القريبة، التي توفر كل منها 270 kW. كلتا عربات النهاية لها البنتوجرافات لنظام التيار الهاتفي AC 50 Hz 25 kV . واحد فقط ما يكون في العملية لتجنب التذبذب من OCS. في التشغيل العادي يتباطأ القطار عن طريق التحرك بدون قوة دفع، ويمكن استخدام الفرملة الديناميكية من أجل زيادة التباطؤ.
في حالة الطوارئ، يقوم القطار بتطبيق فرامل إضافية للتيار الدوّار بسرعة تتراوح بين 250 كم / ساعة و 50 كم / ساعة للالتزام بمؤشر TSI عالي السرعة.
للوقوف لا يزال هناك الفرامل القائمة على الاحتكاك. تقترن العربات الوسيطة بشكل دائم عن طريق اقتران عازلة مركزي. نصف القطارات لديها اقتران ظاهري لزيادة مرونة التشغيل ضمن حماية قطار ETCS L3. يتكون قطار كامل يبلغ طوله 410 أمتار بي 1400 مقعدًا من نصفين متصلين تقريبًا.

### التصميم الديناميكي الهوائية
يتوج التصميم الديناميكي للقطار بأكمله بسطح قذيفة بيضاوي الشكل بين الأنف وسقف العربة الطرفية، ومجموعات العجلات المغطاة بالكامل ووصلة السيارة، والهيكل السفلي السلس. المقاومة الديناميكي الهوائية، وبالتالي الضوضاء، منخفض جدا.
تم تصميم واجهة السيارة الخلفية بنسبة متوسط القيس لأن من المفترض أنه في المستقبل سيتم بناء أنفاق الخطوط عالية السرعة للتعامل مع موجة طاقة القطار. وقد تم اختبار استقرار الرياح عبر هذا القطار الخفيف في نفق الرياح.

### تصميم البناء خفيف الوزن
إن الاستخدام الشامل لتقنيات التصميم الخفيف الوزن التي تقلل من وزن جسم السيارة بنسبة 25٪ والديناميكية الهوائية المثلى تقلل تكاليف التشغيل والصيانة وتحد من انبعاثات ثاني أكسيد الكربون والضوضاء. التوفير في الوزن سيمكن العربة ذات الطابقين من أجل مقاييس GB PG1 لتكون متوافقة مع معايير TSI-PRM وتوفر راحة جلوس أفضل من العديد من القطارات البريطانية العاملة حالياً. يتم تكييف الهيكل الحامل لجسم ال قطار وفقًا للمتطلبات والأحمال، مع الخصائص الهيكلية اللازمة لضمان الثبات. وهذا يعني أنه يمكن تحسين التصميم الداخلي، على سبيل المثال فيما يتعلق بتصميم وشكل الطابق العلوي، مما يجعل مفهوم الطابقين ذو المرونة العالية ممكنًا.

### راحة الركاب
تتحقق راحة الركاب من خلال مقاعد التي تبلغ 830 مم، انخفاض الضوضاء وتغيرات الضغط والاهتزاز، ومع تحسين تكييف الهواء وتوفير معلومات الركاب التفاعلية على الهواتف الذكية. تم تحسين تصميم AeroLiner3000 ليحقق 5 دقائق انتظار في المحطات على الرغم من أن عدد المقاعد يزيد بنسبة 30٪ مقارنة بالـ TGV Duplex. ولتحقيق هذه الغاية، يتم الاعتناء بالأمتعة بواسطة نظام مناولة الأمتعة الروبوتية. الركاب يسجلون أمتعتهم في وسط المنصة.

### إضاءة

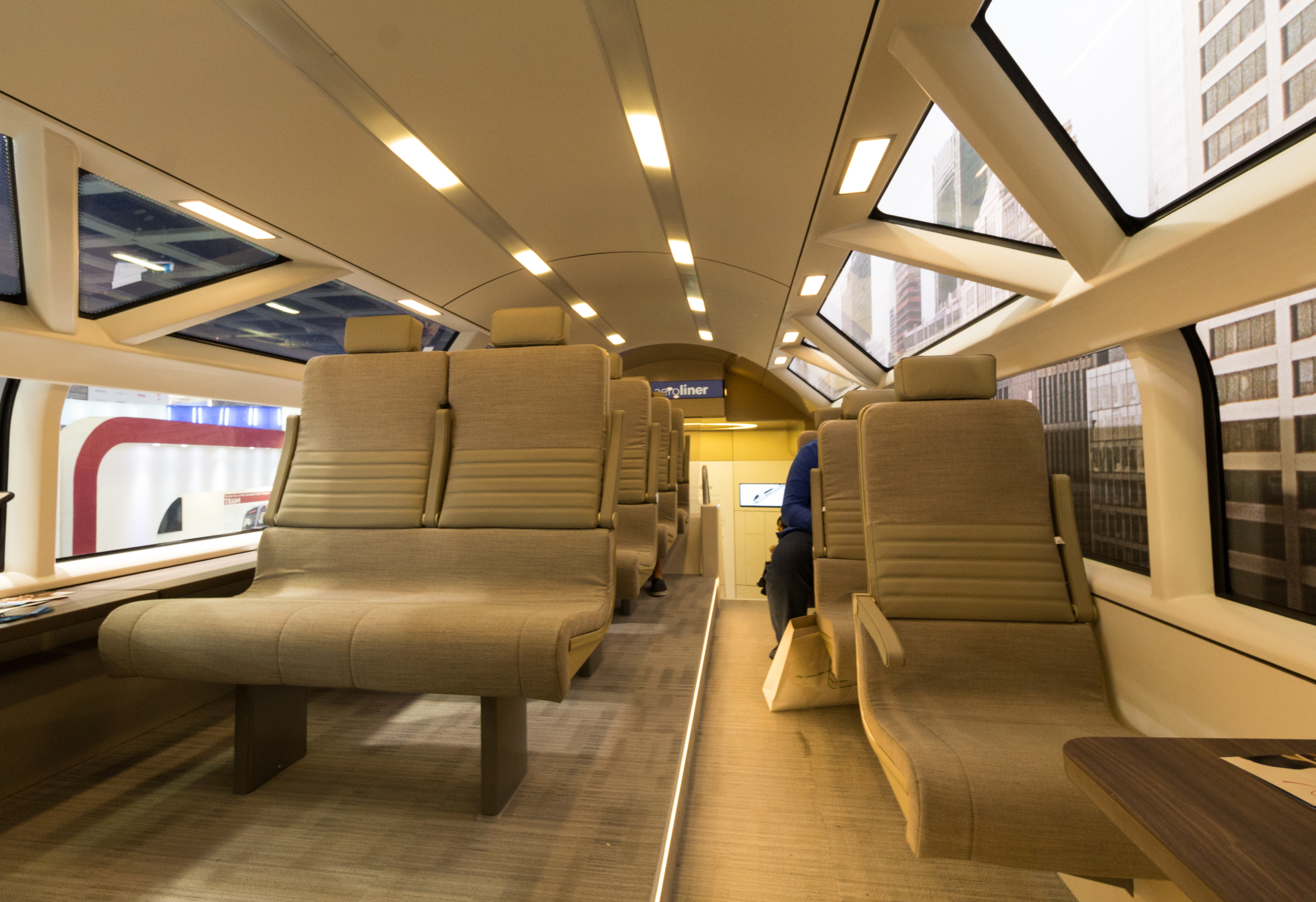
لطابق العلوي لي AeroLiner 3000 مع الإضاءة OLED.

الإضاءة تستخدم الثنائيات الباعثة للضوء الطبيعي (OLED)، وهي مناسبة تمامًا لهذا التطبيق، حيث يمكن تركيبها في السقف بعمق أقل من 3 مم، مما يوفر ضوءًا خاليًا من التوهج وخافت الإضاءة. يعمل نظام الإضاءة مع تظليل النوافذ ويأخذ الأنفاق في الحسبان.

## إدراك
```

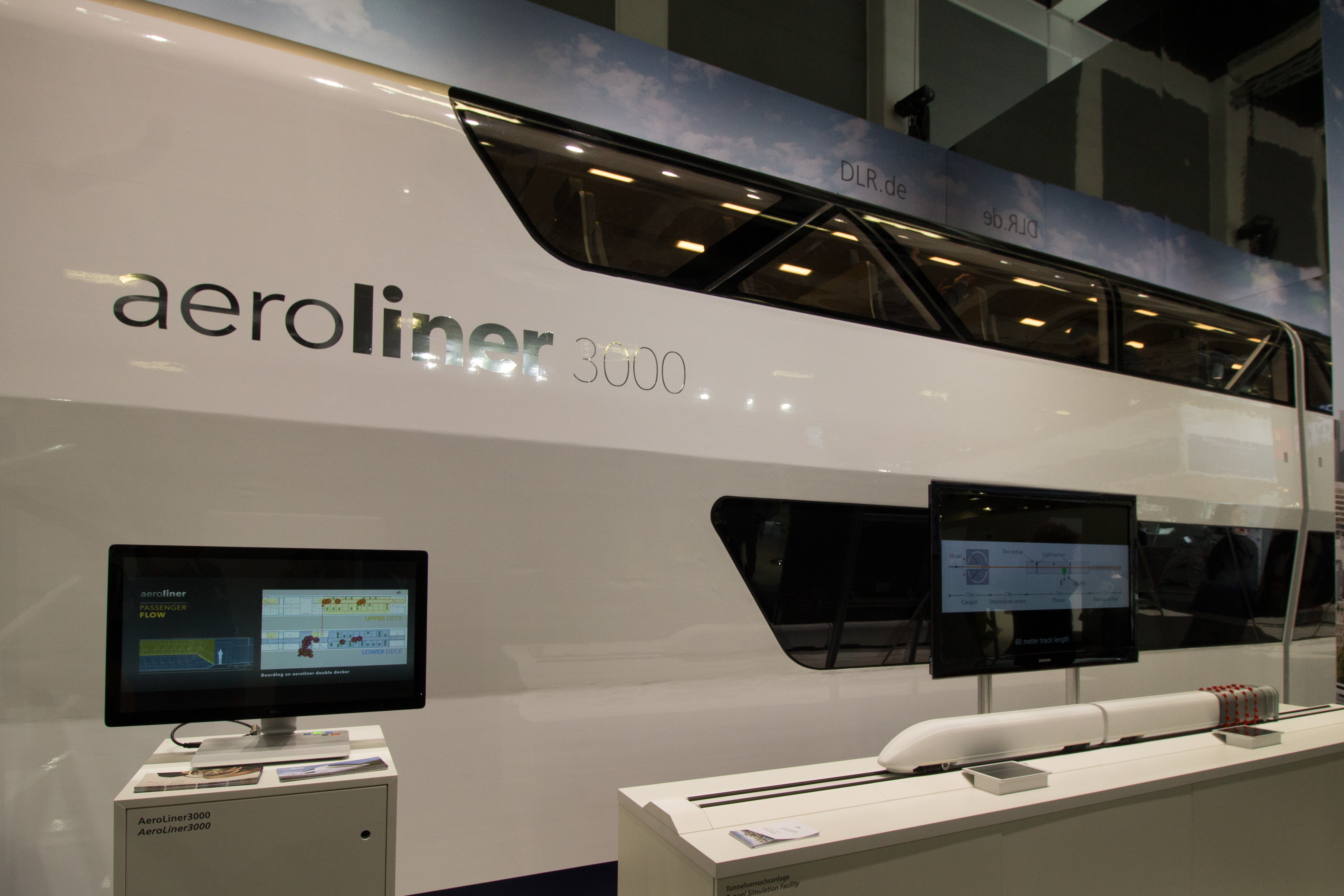
AeroLiner 3000 في InnoTrans 2016

تم بناء نموذج طوله 9 متر لدراسات المريحة وكدليل على جدوى ومعقولة هذا المفهوم. تم تقديم هذا في InnoTrans 2016 في برلين كأول عرض عالمي.
[
2
]
 الخطط التالية هي بناء سيارة اختبار 17 متر ودفعها على الشبكة البريطانية.
```

## جوائز
فاز AeroLiner3000 بالعديد من جوائز التصميم الدولية مثل IF Design Award وجائزة Red Dot و German Design Award.

## وصلات خارجية
- Double decker trains are designed to help ease overcrowding. In: The Telegraph, 16. نوفمبر 2015.
- Could double-deck trains solve Britain’s capacity crisis?. In: International Railway Journal, Vol 56, Iss 11, pp 40–43, نوفمبر 2016, ISSN 2161-7376.
- Emma Haslett, Andreas Vogler's AeroLiner3000: Here's the UK's (double decker) train of the future. In: City A.M., 17. نوفمبر 2015.
- Jürg D. Lüthard, AeroLiner3000. In: Railvolution, Vol. 16, No. 5 عام 2016.
- Graeme Paton: Double-decker trains to ease overcrowding on busy lines. In: The Times, 16. نوفمبر 2015.
- Ian Walmsley, Double Decker Shocker - AeroLiner. In: Modern Railways, Vol. 73, No. 818, نوفمبر 2016.
- Joachim Winter, AeroLiner3000 - Increasing Productivity of the GB Rail Network. In: European Railway Review, Volume 22, Issue 3 عام 2016.